# Пишингер, Оскар
Оскар Пи́шингер (нем. Oskar Pischinger; 28 августа 1863, Вена — 7 января 1919, Вена) — австрийский кондитер, создатель вафельного торта «Пишингер» из карлсбадских облаток в пять слоёв с орехово-шоколадной начинкой.

## Биография
Учился кондитерскому делу у отца Леопольда Пишингера, основавшего в 1852 году кондитерское предприятие по производству шоколада, бисквитов и сахарных изделий, работавшее на самом высоком для того времени техническом уровне. Оскар Пишингер вёл собственное дело по производству бисквитов и сухарей, в 1889 году перешёл на отцовское предприятие. Изобретённый им в 1880-е годы торт «Пишингер» придал новый импульс семейному предприятию. На рубеже веков на фабрике Пишингеров работало около двух сотен человек. Филиалы компании функционировали в Прессбурге, Кракове, Черновцах, Осиеке и Будапеште.